# Kopcie (Basses-Carpates)
Pour les articles homonymes, voir Kopcie.
Kopcie est une localité polonaise de la gmina de Dzikowiec, située dans le powiat de Kolbuszowa en voïvodie des Basses-Carpates.